# شهرستان شیاوجین
شهرستان شیاوجین (به لاتین: Xiaojin County) یک شهرستان‌های جمهوری خلق چین در چین است که در ولایت خودمختار نگاوا تبتی و کیانگ واقع شده‌است.